# Adolf Schlatter
Adolf Schlatter (16. srpna 1852, St. Gallen – 19. května 1938, Tübingen) byl švýcarský konzervativní evangelický teolog.
Vyučoval Nový zákon a systematickou teologii. Působil jako soukromý docent na univerzitě v Bernu, a následně jako profesor na univerzitách v Greifswaldu, Berlíně (kde byl ideovým odpůrcem Adolfa Harnacka) a Tübingen.
Z manželství se Susannou, roz. Schoopovou se jim narodili dva synové a tři dcery.